# (55108) Beamueller
(55108) Beamueller (2001 QU142) – planetoida z grupy pasa głównego asteroid okrążająca Słońce w ciągu 5,24 lat w średniej odległości 3,01 j.a. Odkryta 24 sierpnia 2001 roku.